# セルジオ・ペレス (野球)
セルジオ・ダニエル・ペレス（Sergio Daniel Pérez、1984年12月5日 - ）は、アメリカ合衆国・フロリダ州タンパ出身のプロ野球選手(投手)。右投右打。

## 経歴

### プロ入りとアストロズ傘下時代
2006年のMLBドラフトでヒューストン・アストロズからドラフト2巡目指名され契約を結んだ。
メジャー昇格することなく、2012年に退団した。

### アスレチックス傘下時代
2013年は、開幕前に第3回WBCのスペイン代表に選出された。3月8日のゲーム2プエルトリコ戦で、先発登板した。結果は、2回3失点で負け投手となった。シーズンでは、オークランド・アスレチックスへ移籍したが、シーズン途中に退団した。

### メキシカンリーグ時代
2013年シーズン途中に、メキシカンリーグのプエブラ・パロッツと契約を結び、プレーした。この年限りで退団した。

### 独立リーグ時代
2014年は、アトランティックリーグのロングアイランド・ダックスと契約を結び、プレーした。
2015年3月6日、ロングアイランド・ダックスと再契約を結んだ。この年限りで退団した。